# NGC 68
NGC 68 este o galaxie lenticulară situată în constelația Andromeda. Această galaxie este galaxia din centrul grupului NGC 68. A fost descoperită în 11 septembrie 1784 de către William Herschel. 